# Werner Hugo Paul Rothmaler
Werner Hugo Paul Rothmaler (1908 -1962) fou un botànic alemany.
Va realitzar més de 190 articles científics, i és un clàssic de la literatura botànica mundial, amb les seves Exkursionsflora von Deutschland, amb 753 pàg. i 2.814 imatges b&n. ISBN 978-3-8274-1842-5 
Rothmaler es va casar dues vegades. Un primer matrimoni amb Wilhelmina Neumann, nascuda el 1911, i dues filles (Úrsula i Susana), i després un segon matrimoni amb Migu Bernys (1921-1993) i dos fills: Valentin Konrad Philipp Gottfried i Sebastián.

## Algunes publicacions
- Exkursionsflora von Deutschland; set complet, 3152 pàg. 4 vols. ISBN 3-8274-0657-9
- Alchemillae Columbianae. Trab. Mus. Nac. Ci. Nat. Ser. Bot. 31: 3-52, lám. 1-3 (10 de maig de 1935)

Va fer pròdigs estudis en la identificació i la classificació de noves espècies (866 registres IPNI), els que publicava habitualment en : Feddes Repert. Spec. Nov. Regni Veg.; Notizbl. Bot. Gart. Berlin-Dahlem; Sched. Fl. Iber. Select. Cent.; Trab. Mus. Nac. Ci. Nat., Ser. Bot.; Ark. Bot.; Revista Sudamer. Bot.; Bol. Soc. Esp. Hist. Nat.; Bull. Misc. Inform. Kew; Humbert, Not. Syst.

## Honors

### Eponimia
Gènere
- (Asteraceae) Rothmaleria Font Quer[1]

Especies
- (Asteraceae) Centaurea rothmaleriana (Arènes) Dostál[2]

- (Caryophyllaceae) Silene rothmaleri P.Silva[3]

- (Poaceae) Festuca rothmaleri (Litard.) Markgr.-Dann.[4]